# Вікно у двір
«Вікно у двір» (англ. Rear Window) — американський трилер Альфреда Гічкока 1954 року за мотивами оповідання Корнела Вулріча «Мабуть, це було вбивство», який є зразковим прикладом побудови чудового саспенсу в кіно, особливо, якщо взяти до уваги технічні обмеження, тому що дія відбувається в одній декорації.
На 1 березня 2024 року фільм займав 51-шу позицію у списку 250 найкращих фільмів за версією IMDb.

## Сюжет
Джеф Джефріз (Джеймс Стюарт), фотограф, який працює в журналі та зламав собі ногу, змушений нудьгувати в чотирьох стінах і розважається лише тим, що підглядає у бінокль за повсякденним життям двору й сусідами у будинку навпроти. Помітивши підозрілу поведінку одного з них, він вирішив, що той убив свою дружину. Через неможливість пересуватися Джеф звертається за допомогою до своєї нареченої Лізи (Грейс Келлі), спокійної блондинки, яка працює моделлю в будинку моди. Дівчина палко в нього закохана і тому погоджується виконувати за нього небезпечну «роботу ногами».

## У ролях
- Джеймс Стюарт — Л. Б. Джефріз
- Грейс Келлі — Ліза Фремон
- Вендел Корі — детектив Томас Дойл
- Телма Ріттер — Стела
- Реймонд Берр — Ларс Торвальд
- Джудіт Евелін — міс «Одиноке Серце»
- Рос Багдасарян — композитор
- Джорджина Дарсі — міс Торсо
- Ірен Вінстон — місис Анна Торвальд
- Кетрін Грант — дівчина на вечірці автора пісень

## Знімальна група
- Режисер: Альфред Гічкок
- Сценарій: Джон Майкл Гейс, Корнел Вулріч (автор оповідання)
- Оператор: Роберт Беркс
- Художники: Хел Перейра, Джозеф МакМіллен Джонсон
- Композитор: Франц Ваксман
- Монтаж: Джордж Томазіні
- Грим: Волі Вестмор
- Костюми: Едіт Гед
- Звук: Джон Коуп, Геррі Ліндгрен

## Цікаві факти
- Камео Альфреда Гічкока — заводить годинник у квартирі музиканта.
- «Якщо ви не відчуєте приємного жаху під час перегляду „Вікна у двір“ ущипніть себе — скоріш за все ви вже мертві» — один з рекламних слоганів фільму.
- Павільйонні декорації, використані у фільмі, на момент створення картини були найбільшими, побудованими на студії Paramount Pictures. Павільйон був побудований за моделлю реально існуючого в Нью-Йорку двора.
- Прообразом для любовних стосунків головного героя та його дівчини став роман знаменитого фотографа Роберта Капи та актриси Інгрід Бергман.
- Інтер'єр квартири головного героя повторює обстановку квартири іншого знаменитого американського фотографа Сліма Ааронса.
- Це єдиний фільм, у якому Грейс Келлі можна побачити із цигаркою.

## Значення в культурі
«Вікно у двір» вважається одним із класичних фільмів світового кіно і став джерелом для багатьох наслідувань та цитат.
Під враженням від перегляду фільму Хуліо Кортасар написав новелу «Слина диявола», яка лягла в основу фільму Мікеланджело Антоніоні «Фотозбільшення».
У 1991 році було знято радянську екранізацію оповідання — «Вікно навпроти». У 1998 році було знято однойменний ремейк. Режисер — Джефф Блекнер. У головних ролях знялися Крістофер Рів та Деріл Ганна. У 2007 році було знято фільм «Параноя» за мотивами фільму «Вікно у двір».
Фільм спародіювали у мультсеріалі «Сімпсони» в епізоді «Барт темряви». У серіалі «Касл» сота серія «Життя інших» знята за мотивами фільму «Вікно у двір».
Сцена очікування вбивці за зачиненими дверима та телефонного дзвінка, який залишається без відповіді, процитована у фільмі братів Коен «Старим тут не місце». «Вікно у двір» вплинуло на Френсіса Форда Копполу і Браяна Де Пальму, які зняли пізніше трилери «Розмова» і «Прокол» відповідно, наповнені посиланнями до Хічкока.

## Нагороди

###### Нагороди
- 1955 — Премія Едгара Аллана По
  - Найкращий художній фільм — Джон Майкл Хейс

- 1954 — Премія Національної ради кінокритиків США
  - Найкраща актриса — Грейс Келлі

#### Номінації
- 1955 — Премія «Оскар»
  - Найкраща операторська робота — Роберт Беркс
  - Найкращий режисер — Альфред Гічкок
  - Найкращий звукозапис — Лорен Райдер
  - Найкращий сценарій — Джон Майкл Хейс

- 1955 — Премія BAFTA
  - Найкращий фільм